# Pheugopedius sclateri
El cucarachero jaspeado (Pheugopedius sclateri) es una especie de ave paseriforme de la familia Troglodytidae endémica del noroeste de América del Sur.

## Distribución y hábitat
Se encuentra en Ecuador y Perú. Su hábitat natural son los bosques tropicales de montaña y zonas de arbustos tropicales.